# Soziale Kompetenz
Soziale Kompetenz, sozial-kommunikative Kompetenz oder Sozialkompetenz (englisch social competences) ist ein Komplex von Fähigkeiten, die dazu dienen, in Kommunikations- und Interaktionssituationen entsprechend den Bedürfnissen der Beteiligten Realitätskontrolle zu übernehmen und effektiv zu handeln. Als effektiv kann Handeln bezeichnet werden, wenn sich dadurch positive (erwünschte) Konsequenzen maximieren und negative (unerwünschte) minimieren lassen. Die Vielzahl an Definitionen lassen sich laut Müller (1994) danach unterscheiden, ob darin soziale Kompetenz als einheitliches Konstrukt (molar) oder als Zusammenfassung mehrerer sozial relevanter Verhaltensmuster (molekular) beschrieben werden.
Als einheitliches Konstrukt lässt sich soziale Kompetenz als Kombination aus Durchsetzungsfähigkeit und Anpassungsfähigkeit verstehen.
- Durchsetzungsfähigkeit: Bei der Behandlung sozialer Ängste wird in der psychotherapeutischen Literatur unter sozialer Kompetenz vor allem die Durchsetzungsfähigkeit verstanden, ebenso wie in der Organisationspsychologie.[2]
- Anpassungsfähigkeit: Aus entwicklungspsychologischer Sicht wird vor allem die im Rahmen der Sozialisation notwendige Anpassungsfähigkeit betont.[2]

Der Begriff der Kompetenz wird allgemein als Synonym für „im Handeln aktualisierbare Handlungsdisposition“ definiert und kann kognitive, emotionale, motivationale und soziale Aspekte berücksichtigen. Handlungsbezug meint, dass Kompetenzen anforderungsbezogen sind (die Kenntnis des Anforderungsprofils ist notwendig), was für Merkmale der Intelligenz weniger gelte.

## Allgemeines
Das Konzept sozialer Kompetenz wird vielfach positiv gesehen, ist aber tatsächlich wertneutral im moralischen Sinne. Auch Anführer mafiöser Organisationen, Trickbetrüger oder Diktatoren wie z. B. Adolf Hitler haben es de facto geschafft, die Bestrebungen vieler Individuen auf ein gemeinsames Ziel auszurichten, indem sie die bereits vorhandenen faktischen Wertvorstellungen von Menschen ansprachen, um sie zu gerichteten, teils koordinierten Handlungen zu motivieren.

### Begriffliches und Abgrenzungen
Ein mit sozialer Kompetenz verwandter Begriff ist die soziale Intelligenz als „Fähigkeit, andere zu verstehen sowie sich ihnen gegenüber situationsangemessen und klug zu verhalten“. Soziale Intelligenz in dieser weiter gefassten Bedeutung wird mittlerweile nicht mehr allein dem Menschen zugesprochen, sondern auch z. B. zusammen mit Menschen oder in Gruppen zusammenlebenden Tieren wie Primaten, Hunden, Hauskatzen oder Ratten.
Im Arbeitsleben versteht man unter soft skills die Fähigkeit, das Verhalten und die Einstellungen von Mitarbeitern positiv zu beeinflussen (Stichwort Teamfähigkeit und Motivation).
In der Literatur werden soft skills oft eingedeutscht als „weiche“ Fähigkeiten und Fertigkeiten bezeichnet, die neben der sozialen Kompetenz im engeren Sinne auch Neigungen, Interessen und andere Persönlichkeitsmerkmale wie Belastbarkeit, Frustrationstoleranz u. ä. einschließen. „Weich“ bedeutet dabei außerdem, dass diese Fähigkeiten und Fertigkeiten nicht mit gleicher Verlässlichkeit erfasst werden können wie die „Hard Skills“ (Fachkompetenz), etwa die (kognitive) Leistungsfähigkeit, für die zahlreiche objektive Leistungstests zur Verfügung stehen.

## Psychologie
In der Psychologie bezeichnet soziale Kompetenz eine Gesamtheit von Fertigkeiten, die für die Gestaltung sozialer Interaktion nützlich oder notwendig sein können.
Soziale Kompetenz (adaptive behavior) war als psychologischer Begriff bis Mitte des 20. Jahrhunderts ein Kriterium zur Beurteilung darüber, ob eine geistige Behinderung vorliegt oder nicht, gleichrangig zur Intelligenz (im Sinne der Erfassung durch Intelligenztests). Der Intelligenzquotient hat sich in den westlichen Industrieländern stärker durchgesetzt.
In der Psychologischen Diagnostik erfolgt die Erfassung oft auch über soziales Wissen, etwa mit Situational Judgement Tests, was als Voraussetzung für sozial kompetentes Handeln gilt.
Hinsch und Pfingsten bezeichnen als soziale Kompetenz, im Sinne einer Arbeitshypothese „die Verfügbarkeit und Anwendung von kognitiven, emotionalen und motorischen Verhaltensweisen, die in bestimmten sozialen Situationen zu einem langfristig günstigen Verhältnis von positiven und negativen Konsequenzen für den Handelnden führen“.
Erika Güroff setzt soziale Kompetenz aus folgenden Faktoren zusammen:
- kognitiven Fähigkeiten, sich und andere wertzuschätzen und sich selbst zu ermutigen und anzuerkennen
- emotionale Faktoren, wie Gelassenheit, Leichtigkeit, Mut oder Sicherheit und Selbstvertrauen, sowie Wohlwollen sich selbst und anderen gegenüber in zwischenmenschlichen Situationen
- physiologische Faktoren wie ausreichend Ruhe und Entspanntheit in diesen Situationen und schließlich
- ein Spektrum an authentischen, sozial angemessenen und zielführenden Verhaltenskompetenzen im sozialen Umgang.[9]

### Kulturelle Abhängigkeit
Heute steht die Forderung nach der Berücksichtigung sozialer Merkmale, nach der Erfassung und Förderung der sozialen Intelligenz, wieder verstärkt im Vordergrund. So wird in der Erwachsenenbildung der Erwerb sozialer Kompetenzen als wichtiges Lernziel angesehen, insbesondere deswegen, weil zum einen die Anforderungen beruflicher Tätigkeit heutzutage mehr denn je von Kommunikationsfähigkeiten geprägt sind und zum anderen in Berufsausbildungen gerade dieser Bereich in der Regel ausgespart bleibt. Mittlerweile gibt es allerdings auch berufsbegleitende Studiengänge, die sich dieser Problematik annehmen (z. B. Weiterbildungsstudiengang Sozialkompetenz).
Eine brauchbare Definition des Begriffes „soziale Kompetenz“ zu entwickeln, wird nach Zimmer (1978a,1978b) durch den Umstand erschwert, dass er nicht nur vom Individuum her, sondern auch mit Rücksicht auf soziale Anforderungen und Situationsmerkmale bestimmt werden muss. Im Gegensatz zu Begriffen wie seelische Gesundheit oder Krankheit besitzt der Begriff der sozialen Kompetenz nicht nur eine Beziehung zum Funktionieren eines Individuums, sondern parallel dazu auch eine Beziehung zu den situativen Anforderungen.
In unterschiedlichen Kulturkreisen, aber auch in unterschiedlichen Milieus innerhalb eines Kulturkreises, können daher bei vergleichbaren situativen Anforderungen differierende Verhaltensweisen vom Individuum erwartet und somit als Kompetenz interpretiert werden. Dies bedeutet, dass ein Verhalten, das innerhalb eines Milieus eine Person als sozial kompetent darstellt, innerhalb eines anderen Milieus, bei vergleichbaren situativen Anforderungen, mitunter als sozial inkompetent angesehen werden kann. Eine genaue Festlegung von Verhaltensweisen, die in sozialen Situationen als sozial kompetent angesehen werden können, könne es nach Zimmer deshalb grundsätzlich nicht geben (vgl. Stangl 2004). Ähnlich auch Hinsch und Pfingsten, die den ethischen Aspekt aus der Definition von sozialer Kompetenz heraushalten möchten, weil anderenfalls etwa Verhaltensweisen, die als „Zivilcourage“ bezeichnet werden, unter Umständen nicht als sozial kompetent definiert werden würden.
Daher gibt es in vielen Beiträgen zu diesem Thema Kataloge von Fertigkeiten (s. u.), die zumindest teilweise eine gemeinsame Schnittmenge aufweisen.
Ein erster einigermaßen überzeugender Ansatz zur Messung von Teilbereichen des Konstrukts bzw. zu dessen Operationalisierung liegt bei Rathus (1973) innerhalb seines „Rathus Assertiveness Schedule“ vor. Er ist aber wie auch der Ansatz von Saronson (1981) am Trait-Modell orientiert und bleibt daher letztlich hinter den älteren Ansätzen von Rampus, Taijfel und anderen zurück, die eine wesentlich dynamischere Sichtweise auf dieses Konstrukt hatten. Vermutlich hat es deshalb innerhalb der wissenschaftlichen Psychologie keine größere Verbreitung gefunden, da es wohl kaum angemessen operationalisiert werden kann. So bliebe eine eventuell über Fragebögen oder ähnliche Verfahren versuchte Erfassung eines solchen Konstruktes weit hinter dem in der Psychologie schon seit vielen Jahren erreichten Kenntnisstand zur Erklärung menschlichen Verhaltens zurück. Der Einsatz projektiver oder situativer Verfahren ist aufgrund der Messproblematik und des damit verbundenen Aufwandes für eine zufriedenstellende Quantifizierung vermutlich nicht zielführend. Der sich aus diesen Gründen innerhalb der wissenschaftlichen Psychologie ergebende weitestgehende Verzicht auf das Konstrukt der sozialen Kompetenz erscheint daher verständlich und nachvollziehbar (vgl. Stangl 2004).

### Aspekte der sozialen Kompetenz
Es gibt keine allgemein anerkannte Theorie der Persönlichkeitsmerkmale oder Facetten, die zur sozialen Kompetenz gerechnet werden.  Der Psychologe Uwe Kanning schreibt dazu „Jede einzelne Fähigkeit oder Fertigkeit bzw. jeder Aspekt des Wissens, der die Qualität sozialen Verhaltens erhöht, kann als eine eigenständige soziale Kompetenz definiert werden.“ Er sieht soziale Kompetenz als Oberbegriff.
Diese Gesamtheit kann dabei in folgende Elemente gegliedert werden:
Soziale Kompetenz
- Soziale Intelligenz, bestehend aus

1. soziale Einsicht
2. soziales Gedächtnis
3. soziales Wissen

- Zwischenmenschliche Merkmale mit den zwei Kontinuen

1. sicher/dominant bis unsicher/unterwürfig
2. kaltherzig bis warm/verträglich

- soziale Fähigkeiten mit verbalen und nonverbalen Elementen

1. Senden und Empfangen nonverbaler Signale
2. Empfangen und Senden verbaler Signale

- soziale Selbstregulation, z. B. (teilweise lassen sich deren Aspekte auch sozialen Fähigkeiten oder zwischenmenschlichen Merkmalen zuordnen):

1. Selbst-Monitoring bzw. Selbstüberwachung
2. Impression-Management
3. Emotionskontrolle

## Pädagogik
Die Erziehung zur sozialen Kompetenz muss möglichst frühzeitig beginnen, wenn sie erfolgreich sein will. Nur durch Konsequenz und Toleranz sowie das Lernen anhand selbst erlebter authentischer Beispiele (prägendes Lernen) können sich Erfolge einstellen. Wie schwierig es ist, nachhaltig Erfolge zu erzielen, erkennt man beispielsweise bei der Bekämpfung von Vorurteilen.
Der primäre Ort zum Erlernen sozialer Kompetenz ist traditionell die Familie. Inwieweit die Familie damit überfordert ist, und welche Maßnahmen seitens der Gesellschaft Abhilfe schaffen könnten, wird kontrovers diskutiert. In Deutschland wird in Bildungsreformplänen beschrieben, dass soziale Kompetenz ein wesentliches Bildungs- und Erziehungsziel sein soll.
Schulische Methoden, die das Erlernen sozialer Kompetenz erleichtern sollen, sind das autonome Lernen, das offene Lernen, der kommunikative Unterricht. Sozialkompetenz im Rahmen eines Gesamtkonzepts soll beim handlungsorientierten Unterricht vermittelt werden.
Im Rahmen des dialogorientierten Lehrgesprächs wird Sozialkompetenz als „Handlungskompetenz definiert, die ein sozial-kommunikatives Handeln über unterschiedliche Inhalte in spezifischen Situationen ermöglichen“.
Der andragogische Bereich (Erwachsenenbildung) dieses Lernkonzeptes erfolgt unter anderem über Demokratiebildung.

## Wirtschaftsleben
„Soziale Kompetenz“ wird in Unternehmen häufig synonym mit den sogenannten soft skills verwendet. Der Begriff der sozialen Kompetenz ist allerdings umfassender und umgreift z. B. auch Kritikfähigkeit und Kritikkompetenz.
Diese Art der Kompetenz gilt auf dem Arbeitsmarkt als eine Schlüsselqualifikation, insbesondere in Krisenzeiten. und beschreibt in diesem Zusammenhang die Fähigkeit, „Teamgeist“ und Motivation in die Zusammenarbeit mit anderen (Kollegen, Kunden, Vorgesetzten, Mitarbeitern) einzubringen und für gemeinsame Ziele zu nutzen. Als „soziale Kompetenz“ gilt auch die erfolgreiche Einwirkung von Vorgesetzten auf die Arbeitsleistung von Mitarbeitern.
Der Begriff der sozialen Kompetenz wird in der Personalwirtschaft im Zusammenhang mit Personalauswahl, Coaching, Supervision, Organisationsberatung oder Peer-Leader-Ausbildung verwendet. Es gibt keine genormte Gruppe von Persönlichkeitseigenschaften, die der sozialen Kompetenz zugeordnet werden. Die verwendeten Konstrukte und Testverfahren werden subjektiv gewählt, teilweise auch unterschiedlich in verschiedenen Branchen.

## Kritik
Der Begriff „soziale Kompetenz“ wird in einer Vielzahl von Bedeutungen verwendet, was die Brauchbarkeit des Begriffs einschränkt. Die Definitionen von sozialen Kompetenzen bzw. „soft Skills“ in ausgewählten, im Wirtschaftsleben einflussreichen Texten verschiedener Art sowie der hohe Stellenwert gegenüber komplementären Kompetenzen werden von Karsten Weihe kritisch analysiert.
Eine alternative Definition sozialer Kompetenz ist bei Jens Asendorpf im Lehrbuch Psychologie der Persönlichkeit nachzulesen: Demnach setze sich die soziale Kompetenz aus zwei Komponenten zusammen, Konfliktfähigkeit und Kooperationsbereitschaft. Sozial kompetente Menschen verfügten demnach über die seltene Gabe, diese zwei eher gegensätzlich scheinenden Verhaltensweisen situativ so einzusetzen, dass es ihnen möglich wird, eigene Ziele innerhalb sozialer Beziehungen (durch Beziehungsgestaltung) zu erreichen, ohne die Beziehung zu gefährden. Somit sei soziale Kompetenz als der optimale Kompromiss zwischen Selbstverwirklichung und sozialer Verträglichkeit zu sehen.